# Данстейбл, Джон
Джон Да́нстейбл, правильней Да́нстейпл (англ. John Dunstable и др. варианты; 1370, или 1380, или 1390 — 24 декабря 1453) — английский композитор.

## Жизнь
Вероятно, композитор родился в Данстейбле в Бедфордшире. Дата его рождения неизвестна, её исчисляют приблизительно по самым ранним дошедшим до нас работам Данстейбла 1410—1420 годов. О многих событиях в жизни Данстейбла можно только строить предположения.
Возможно, до 1427 года он служил придворным музыкантом у герцога Бедфордского (брата короля Генриха V), поэтому мог жить некоторое время во Франции, так как герцог был регентом Франции в 1423—1429 годах. В 1427—1436 годах Данстейбл находился при дворе Жанны Наваррской, второй жены английского короля Генриха IV. Согласно налоговым записям за 1436 год, Данстейбл имел собственность в Нормандии, а также в Кембриджшире, Эссексе и Лондоне. В 1438 году он находился на службе у Хамфри, герцога Глостерского.
В отличие от многих композиторов того времени, Данстейбл не был клириком. Вероятно, он был женат.
По-видимому, Данстейбл занимался также астрономией и математикой. Во всяком случае, из его эпитафии мы знаем, что он «изучал законы небесных созвездий». Сохранившаяся его работа по астрономии носит компилятивный характер.
Похоронен в Лондоне, в церкви Святого Стефана в Уолбруке. Надгробие было поставлено в церкви в начале XVII века. Церковь была восстановлена после пожара 1666 года, надгробие восстановили в 1904-м. В эпитафии Данстейбл назван славой и светилом музыки.

## Влияние
Творчество Данстейбла является важным связующим звеном между музыкой Средневековья и полифонией эпохи Возрождения. С 16 в. закрепилась легенда о Данстейбле как «изобретателе» полифонии, хотя в действительности полифонический принцип
коренится в народном музицировании, а перенесение его в профессиональную музыку, начавшись в Средневековье,
заняло несколько веков. Однако Данстейбл придал хоровому звучанию ту полноту, естественность, силу и блеск, которые характеризуют хоровой стиль нидерландской школы.
В составе капеллы герцога Бедфордского Данстейбл бывал в Камбре, где у него могли учиться Г. Дюфаи и Ж. Беншуа. Во всяком случае, живший при французском дворе знаменитый поэт Мартин ле Франк отмечал, что на их музыку повлиял contenance angloise (английский стиль) Данстейбла. Под «английским стилем», вероятно, имелось в виду использование фобурдона и особое значение терций и секст.
Данстейбл стремился к единству в многоголосии. Одним из первых он стал использовать в «свободных» голосах мелодический материал, родственный материалу cantus firmus. Данстейбл разработал жанр декламационного мотета, в котором музыкальный ритм подчинён ритму стиха.

## Музыка
До нас дошло около 50 композиций Данстейбла. Возможно, его перу принадлежат и другие произведения, сведения об авторах которых не сохранились. Данстейблу приписываются две полные мессы «Rex seculorum» и «Da gaudiorum premia». Сохранились части месс (среди них встречаются парные, например Kyrie—Gloria или Sanctus—Agnus dei), около 12 мотетов (включая известный мотет,
объединяющий гимн «Veni creator Spiritus» и секвенцию «Veni Sancte Spiritus», мотет «Quam pulcra es» на библейские слова из «Песни песней» и «Nasciens mater virgo»), другие обработки литургических текстов, несколько песен на французские или итальянские тексты, среди которых получившая всеевропейскую популярность «О rosa bella» (авторство оспаривается). Данстейблу также приписывается одна пьеса («I pray you all») в жанре кэрол.
Музыку Данстейбла характеризует господство трёхголосия, мелодическое богатство голосов, импровизационность в развитии мелодии. В мессах в качестве cantus firmus Данстейбл использовал традиционные григорианские мелодии, помещая или в теноре или в верхнем голосе. В технике многоголосной композиции композитор пользовался изысканными и разнообразными приёмами письма, включая изоритмию (в мотетах), имитацию и ракоход.